# Druhá vláda Vlastimila Tusara
Druhá vláda Vlastimila Tusara byla jmenována 25. května 1920. Vlastimil Tusar ji sestavil na základě parlamentních voleb v dubnu 1920 a tvořila ji stejně jako Tusarovu první vládu „Rudozelená koalice“ mezi českými levicovými sociálními demokraty a socialisty a pravicovými agrárníky. Oproti první vládě byla výrazně výhodnější pro sociální demokraty, především na úkor socialistů.
Tusar s programovým prohlášením vlády předstoupil 1. června před poslaneckou sněmovnu, která o něm debatovala až do 11. června, kdy jej schválila poměrem hlasů 140 : 109.
Své působení ukončila 15. září 1920 v důsledku krize uvnitř sociální demokracie (v důsledku této krize se následujícího roku ze sociální demokracie vyčlenila Komunistická strana Československa) a byla nahrazena úřednickou vládou Jana Černého.

## Poměr sil ve vládě

### Počet ministrů
| - ČSDSD     | 7 |
| - ČsSA      | 4 |
| - ČSNS      | 2 |
| - nezávislí | 2 |
| - SNaRS     | 1 |
| - ČsND      | 1 |

## Složení vlády
| Strana                                     | Strana                                               | Portfej                   | Ministr           | Nástup do úřadu   | Odchod z úřadu |
| ------------------------------------------ | ---------------------------------------------------- | ------------------------- | ----------------- | ----------------- | -------------- |
|                                            | Československá sociálně demokratická strana dělnická | Ministerský předseda      | Vlastimil Tusar   | 25. května 1920   | 15. září 1920  |
| Ministr národní obrany                     | Československá sociálně demokratická strana dělnická | Vlastimil Tusar (správce) | 25. května 1920   | 16. července 1920 |                |
| Ministr národní obrany                     | Československá sociálně demokratická strana dělnická | Ivan Markovič             | 16. července 1920 | 15. září 1920     |                |
| Ministr školství a národní osvěty          | Československá sociálně demokratická strana dělnická | Gustav Habrman            | 25. května 1920   | 15. září 1920     |                |
| Ministr sociální péče                      | Československá sociálně demokratická strana dělnická | Lev Winter                | 25. května 1920   | 15. září 1920     |                |
| Ministr spravedlnosti                      | Československá sociálně demokratická strana dělnická | Alfréd Meissner           | 25. května 1920   | 15. září 1920     |                |
| Ministr pro zásobování lidu                | Československá sociálně demokratická strana dělnická | Václav Johanis            | 25. května 1920   | 15. září 1920     |                |
| Ministr pro správu Slovenska               | Československá sociálně demokratická strana dělnická | Ivan Dérer                | 25. května 1920   | 15. září 1920     |                |
|                                            | Republikánská strana československého venkova        | Ministr vnitra            | Antonín Švehla    | 25. května 1920   | 15. září 1920  |
| Ministr průmyslu, obchodu a živností       | Republikánská strana československého venkova        | Kuneš Sonntág             | 25. května 1920   | 15. září 1920     |                |
| Ministr pošt a telegrafů                   | Republikánská strana československého venkova        | František Staněk          | 25. května 1920   | 15. září 1920     |                |
| Ministr zemědělství                        | Republikánská strana československého venkova        | Karel Prášek              | 25. května 1920   | 24. června 1920   |                |
| Ministr zemědělství                        | Republikánská strana československého venkova        | Kuneš Sonntág (správce)   | 24. června 1920   | 15. září 1920     |                |
|                                            | Československá strana socialistická                  | Ministr železnic          | Jiří Stříbrný     | 25. května 1920   | 15. září 1920  |
| Ministr veřejných prací                    | Československá strana socialistická                  | Bohuslav Vrbenský         | 25. května 1920   | 15. září 1920     |                |
|                                            | Slovenská národní a rolnická strana                  | Ministr unifikací         | Vavro Šrobár      | 25. května 1920   | 15. září 1920  |
| Ministr veřejného zdraví a tělesné výchovy | Slovenská národní a rolnická strana                  |                           | Vavro Šrobár      | 25. května 1920   | 15. září 1920  |
|                                            | Československá národní demokracie                    | Ministr financí           | Karel Engliš      | 25. května 1920   | 15. září 1920  |
|                                            | Nestraničtí ministři                                 | Ministr zahraničních věcí | Edvard Beneš      | 25. května 1920   | 15. září 1920  |
| Ministr pro zahraniční obchod              | Nestraničtí ministři                                 | Rudolf Hotowetz           | 25. května 1920   | 15. září 1920     |                |